# بروناو (زاکسن-آنهالت)
بروناو (به آلمانی: Brunau) یک منطقهٔ مسکونی در آلمان است که در کالبه (میلده) واقع شده‌است. بروناو ۶۳۸ نفر جمعیت دارد.